# Поморов, Владимир Иванович
Владимир Иванович Поморов (род. 4 февраля 1959, Новосибирск) — советский хоккеист, нападающий.

## Биография
Десять сезонов (1976/77 — 1985/86) отыграл в команде «Сибирь» Новосибирск. Девять сезонов провёл в первой лиге, в сезоне 1983/84 в высшей лиге в 37 играх набрал 10 (3+7) очков.
В сезоне 1988/89 играл в команде второй лиги «Буран» Воронеж.
Бронзовый призёр юниорского чемпионата Европы 1977 года.